# Jeremias Van Vliet
Jeremias Van Vliet (in Thailand auch: Wan Walit – วัน วลิต; * 1602 in Schiedam, Holland; † Februar 1663 ebenda) war ein Kaufmann und Faktor der Niederländischen Ostindien-Kompanie (VOC). In seiner Eigenschaft als Direktor des VOC-Handelskontors in Ayutthaya, der Hauptstadt des siamesischen Königreiches, war er ein bedeutender westlicher Chronist der Geschichte Siams bis 1642.

## Lebenslauf
Jeremias Van Vliet wurde etwa im Jahr 1602 in der niederländischen Stadt Schiedam geboren. Von seiner Jugend ist nicht viel bekannt, nur dass er einer der jüngeren von fünf Söhnen von Eewout Huybrechtszoon und Maritge Cornelisdochter van Vliet war, beide wohlhabende Bürger der Stadt Schiedam.
Wie seine beiden älteren Brüder Eewout und Daniel trat er der Niederländischen Ostindien-Kompanie (niederländisch Vereenigde Oostindische Compagnie; VOC) bei, um sein Glück in Hinterindien zu suchen. Im Mai 1628 segelte Jeremias im Rang eines Assistenten mit dem Het Wapen van Rotterdam nach Batavia (heute: Jakarta), wo er nach langer Reise um das Kap der Guten Hoffnung im Februar 1629 eintraf.
Nach einigen Monaten in Batavia wurde Van Vliet im Juni 1629 nach Japan geschickt, wo er sich im Handelsposten von Hirado in den nächsten drei Jahren zum Rang des Junior Kaufmanns hinauf arbeitete. Dort lernte er Handel der VOC zwischen Japan, Taiwan und Siam kennen. Im Januar 1633 wurde er zurück in Batavia Joost Schouten unterstellt, der kurz zuvor zum Direktor des Handelskontors in Ayutthaya, der Hauptstadt des Königreiches Siam, ernannt worden war. Mit dem Segelschiff Delft segelten Schouten und Van Vliet nach Ayutthaya, um dort eine dauerhafte Handelsniederlassung zu errichten.
Da Joost Schouten auf vielen Reisen lange unterwegs war, führte Van Vliet zunächst als stellvertretender Direktor die Geschäfte der VOC in Siam, im Jahre 1638 wurde er dann selbst zum Direktor ernannt. Diesen Posten hielt er bis 1642 inne. 1638 heiratete er die Unternehmerin Osoet Pegua (auch bekannt als Tjau Soet) aus der Volksgruppe der Mon, mit der er drei Töchter zeugte. Die Ehe konnte jedoch, anders als damals in Europa üblich, wieder geschieden werden, weshalb sie von Zeitgenossen teilweise nur als Konkubinat angesehen wurde.
Im April 1642 kehrte er Ayutthaya endgültig den Rücken, um in Batavia Catharina Sweers, die Schwester des VOC-Ratsmitglieds Solomon Sweers, zu ehelichen. Im September des gleichen Jahres bekam er den angesehenen Posten des Gouverneurs von Malakka angeboten, wobei ihm sicherlich seine Heirat und sein gutes Verhältnis zu Antonio van Diemen, dem Generalgouverneur von Niederländisch-Indien, zugutekamen. Kurz vor dem Tod von van Diemen, im April 1645, wurde er zum Ratsmitglied von Ostindien berufen. Jedoch kurze Zeit später wurde er wegen Korruption und unerlaubter privater Transaktionen als Gouverneur in Batavia angeklagt. Im August 1646 befand der Gerichtshof von Batavia Van Vliet in allen Punkten für schuldig. Ihm wurde sein Rang, sein Salär und seine Zugehörigkeit zur VOC aberkannt. Dennoch, wohl auf Betreiben seines Schwagers Solomon Sweers, behielt er seinen Platz im Rat von Ostindien, bis er im Dezember 1646 unter ehrenhaften Umständen nach Holland zurückkehren konnte. Er wurde als Admiral einer Flotte von neun Seglern eingesetzt, die über den Indischen Ozean, rund um das Kap der Guten Hoffnung zurück in die Niederlande segelten. Im August 1647 erreichte er sicher den Hafen auf Texel.
Nur wenige Details seines weiteren Lebens in Holland sind heute bekannt. Es ist nicht überliefert, ob er wieder um eine erneute Anstellung bei der VOC bat, obwohl er es sicher versucht haben mag. Es ist jedoch belegt, dass er sich mit großer Beharrlichkeit um das Sorgerecht für seine drei Töchter mit Osoet Pegua, welche in der Zwischenzeit am siamesischen Hof einen gewissen Einfluss gewonnen hatte, bemühte. Erst nach dem Tod von Osoet Pegua konnte seine Tochter Maria Van Vliet im Jahr 1658 nach Batavia reisen, um einen gewissen de Vos im Rang eines Junior Kaufmanns zu heiraten. Es ist nicht überliefert, ob Van Vliet jemals seine Töchter wiedergesehen hat.
Jeremias Van Vliet wurde im Jahre 1652 in seiner Heimatstadt Schiedam zum Bürgermeister (Burgemeester) gewählt. Diese Stellung behielt er bis zu seinem Tode im Februar 1663.

## Schriftstellerische Werke
In seiner Eigenschaft als Direktor des VOC-Handelskontors in Ayutthaya verfasste Van Vliet zwischen 1636 und 1640 vier Bücher, die heute einen wertvollen Beitrag zur Geschichtsschreibung von Siam des frühen 17. Jahrhunderts darstellen.
- Die Chronik des „Picknick-Zwischenfalls“ (Historisch Verhael van't gene des Vereenighde Oost-Indische Compagnies Dienaers, ..., in de Stadt Judia, wedervaren is) ist eigentlich ein Auszug aus Van Vliets Tagebuch, in dem er sich für die Vorgänge zu rechtfertigen suchte: eine Gruppe von betrunkenen niederländischen Matrosen sollte angeblich während eines Ausflugs einen Prinzen beleidigt und einen buddhistischen Tempel entweiht haben. Deswegen waren sie ursprünglich vom König zum Tode verurteilt worden, sie wurden jedoch durch Van Vliets Diplomatie später wieder freigelassen. Van Vliet wurde zunächst Unfähigkeit in der Handhabung dieses Zwischenfalls vorgeworfen, konnte seine Vorgesetzten bei einer Reise nach Batavia anhand seines Tagebuches aber vom Gegenteil überzeugen. Das Manuskript wurde 1647 zusammen mit einer Beschreibung des katastrophalen Untergangs des Seglers Batavia in einem ledergebundenen Bändchen von Jan Jansz in Amsterdam veröffentlicht.
- Die Beschreibung des Königreiches Siam (Beschrijving van het Koningrijk Siam ...) ist – soweit bekannt – die erste detaillierte Beschreibung von Ayutthaya als größere asiatische Haupt- und Handelsstadt. Van Vliet schrieb es 1637–1638. L.F. van Ravenswaay übersetzte die Beschreibung 1910 ins Englische und veröffentlichte sie im Journal of the Siam Society.[4]
- Die Kurze Geschichte der Könige von Siam (Cort Verhael van't naturel eijnde der volbrachte tijt ende successie der Coningen van Siam ...) wurde zunächst nicht veröffentlicht. Sie ruhte in den Archiven der VOC, bis sie in den 1930ern von Professor Seiichi Iwao wiederentdeckt wurde. Er übersetzte sie 1970 ins Englische.
- Die Historische Geschichte von König Prasat Thong (Historiael Verhael der Sieckte ende Doot van Pra Interra-Tsia 22en Coninck in Siam ...) wurde 1663 vom französischen Historiker Abraham de Wicquefort ins Französische übersetzt, diese französische Version wiederum 1904 von H.W.Mundie für Prinz Damrong Rajanubhab ins Englische. 1938 wurde sie im Journal of the Siam Society veröffentlicht.[5]